# Wolica (rejon tarnopolski)
Wolica (ukr. Волиця) – wieś na Ukrainie, w obwodzie tarnopolskim, w rejonie tarnopolskim.
Do 2020 w rejonie podhajeckim.